# Biathlon-NorAm-Cup 2008/09
Der Biathlon-NorAm-Cup 2008/09 wurde wie auch schon in den Saisons zuvor als Unterbau zum Biathlon-Weltcup 2008/09 veranstaltet. Die Rennserie wurde zum größten Teil von kanadischen und US-amerikanischen Biathleten genutzt. Die Rennserie wurde in zehn Veranstaltungen mit meist je zwei Rennen durchgeführt.
Anders als im Weltcup und dem IBU-Cup sind die Starterfelder vor allem bei den Frauen nicht sehr groß. Vielfach liefen einzelne Athleten nur einzelne Rennen, zum Teil weil sich Athleten und Athletinnen für Rennen in Europa empfohlen hatten und dann dort starteten, oder aber weil nicht immer alle Spitzenathleten zu den einzelnen Wettkämpfen entsandt wurden. Vor allem der kanadische Verband schickte zu den Rennen in den USA nicht immer die Spitzenläufer, weshalb die Wettbewerbe meist von US-Biathleten dominiert wurden, obwohl die kanadische Mannschaft als stärker einzuschätzen war. Bei den Frauen konnten sich am Ende 26 Biathletinnen platzieren, die Gesamtwertung gewann die US-Amerikanerin BethAnn Chamberlain, bei den Herren platzierten sich 54 Starter in den Punkten, die Gesamtwertung konnte ebenfalls ein US-Amerikaner, Jesse Downs, für sich entscheiden. Zudem wechselten vor allem junge Starter und Starterinnen häufig zwischen Junioren- und Senioren-Rennen.

## Ergebnisse Männer-Wettbewerbe
| 1. NorAm-Cup in Canmore, 29. November 2008 – 30. November 2008 | 1. NorAm-Cup in Canmore, 29. November 2008 – 30. November 2008 | 1. NorAm-Cup in Canmore, 29. November 2008 – 30. November 2008 | 1. NorAm-Cup in Canmore, 29. November 2008 – 30. November 2008 | 1. NorAm-Cup in Canmore, 29. November 2008 – 30. November 2008 |
| -------------------------------------------------------------- | -------------------------------------------------------------- | -------------------------------------------------------------- | -------------------------------------------------------------- | -------------------------------------------------------------- |
| Datum                                                          | Disziplin                                                      | Erster Platz                                                   | Zweiter Platz                                                  | Dritter Platz                                                  |
| 29. November 2008 (Sa.)                                        | Sprint (10 km)                                                 | Tyson Smith                                                    | Nathan Smith                                                   | Brendan Green                                                  |
| 30. November 2008 (So.)                                        | Einzel (20 km)                                                 | Nathan Smith                                                   | Jaime Robb                                                     | Tyson Smith                                                    |

| 2. NorAm-Cup in Itasca, 14. Dezember 2008 | 2. NorAm-Cup in Itasca, 14. Dezember 2008 | 2. NorAm-Cup in Itasca, 14. Dezember 2008 | 2. NorAm-Cup in Itasca, 14. Dezember 2008 | 2. NorAm-Cup in Itasca, 14. Dezember 2008 |
| ----------------------------------------- | ----------------------------------------- | ----------------------------------------- | ----------------------------------------- | ----------------------------------------- |
| Datum                                     | Disziplin                                 | Erster Platz                              | Zweiter Platz                             | Dritter Platz                             |
| 14. Dezember 2008 (Sa.)                   | Sprint (10 km)                            | Zach Hall                                 | Jesse Downs                               | Sam Morse                                 |

| 3. NorAm-Cup in Itasca, 18. Dezember 2008 – 20. Dezember 2008 | 3. NorAm-Cup in Itasca, 18. Dezember 2008 – 20. Dezember 2008 | 3. NorAm-Cup in Itasca, 18. Dezember 2008 – 20. Dezember 2008 | 3. NorAm-Cup in Itasca, 18. Dezember 2008 – 20. Dezember 2008 | 3. NorAm-Cup in Itasca, 18. Dezember 2008 – 20. Dezember 2008 |
| ------------------------------------------------------------- | ------------------------------------------------------------- | ------------------------------------------------------------- | ------------------------------------------------------------- | ------------------------------------------------------------- |
| Datum                                                         | Disziplin                                                     | Erster Platz                                                  | Zweiter Platz                                                 | Dritter Platz                                                 |
| 18. Dezember 2008 (Fr.)                                       | Sprint (10 km)                                                | Dan Campbell                                                  | Kevin Patzoldt                                                | Mark Johnson                                                  |
| 20. Dezember 2008 (Sa.)                                       | Verfolgung (12,5 km)                                          | Mark Johnson                                                  | Brian Olsen                                                   | Kevin Patzoldt                                                |

| 4. NorAm-Cup in La Patrie, 3. Januar 2009 – 4. Januar 2009 | 4. NorAm-Cup in La Patrie, 3. Januar 2009 – 4. Januar 2009 | 4. NorAm-Cup in La Patrie, 3. Januar 2009 – 4. Januar 2009 | 4. NorAm-Cup in La Patrie, 3. Januar 2009 – 4. Januar 2009 | 4. NorAm-Cup in La Patrie, 3. Januar 2009 – 4. Januar 2009 |
| ---------------------------------------------------------- | ---------------------------------------------------------- | ---------------------------------------------------------- | ---------------------------------------------------------- | ---------------------------------------------------------- |
| Datum                                                      | Disziplin                                                  | Erster Platz                                               | Zweiter Platz                                              | Dritter Platz                                              |
| 3. Januar 2009 (Sa.)                                       | Sprint (10 km)                                             | Jesse Downs                                                | Casey Simons                                               | Walt Shepard                                               |
| 4. Januar 2009 (So.)                                       | Verfolgung (12,5 km)                                       | Jesse Downs                                                | Casey Simons                                               | Sam Morse                                                  |

| 5. NorAm-Cup in Jericho, 10. Januar 2009 – 11. Januar 2009 | 5. NorAm-Cup in Jericho, 10. Januar 2009 – 11. Januar 2009 | 5. NorAm-Cup in Jericho, 10. Januar 2009 – 11. Januar 2009 | 5. NorAm-Cup in Jericho, 10. Januar 2009 – 11. Januar 2009 | 5. NorAm-Cup in Jericho, 10. Januar 2009 – 11. Januar 2009 |
| ---------------------------------------------------------- | ---------------------------------------------------------- | ---------------------------------------------------------- | ---------------------------------------------------------- | ---------------------------------------------------------- |
| Datum                                                      | Disziplin                                                  | Erster Platz                                               | Zweiter Platz                                              | Dritter Platz                                              |
| 10. Januar 2009 (Fr.)                                      | Sprint (10 km)                                             | Sam Morse                                                  | Jesse Downs                                                | Duncan Douglas                                             |
| 11. Januar 2009 (Sa.)                                      | Massenstart (15 km)                                        | Duncan Douglas                                             | Jesse Downs                                                | Bill Bowler                                                |

| 6. NorAm-Cup in Canmore, 17. Januar 2009 – 18. Januar 2009 | 6. NorAm-Cup in Canmore, 17. Januar 2009 – 18. Januar 2009 | 6. NorAm-Cup in Canmore, 17. Januar 2009 – 18. Januar 2009 | 6. NorAm-Cup in Canmore, 17. Januar 2009 – 18. Januar 2009 | 6. NorAm-Cup in Canmore, 17. Januar 2009 – 18. Januar 2009 |
| ---------------------------------------------------------- | ---------------------------------------------------------- | ---------------------------------------------------------- | ---------------------------------------------------------- | ---------------------------------------------------------- |
| Datum                                                      | Disziplin                                                  | Erster Platz                                               | Zweiter Platz                                              | Dritter Platz                                              |
| 17. Januar 2009 (Do.)                                      | Sprint (10 km)                                             | Brendan Green                                              | Jaime Robb                                                 | Marc-André Bédard                                          |
| 18. Januar 2009 (Fr.)                                      | Verfolgung (12,5 km)                                       | Brendan Green                                              | Jaime Robb                                                 | Tyson Smith                                                |

| 7. NorAm-Cup in Whistler, 7. Februar 2009 – 8. Februar 2009 | 7. NorAm-Cup in Whistler, 7. Februar 2009 – 8. Februar 2009 | 7. NorAm-Cup in Whistler, 7. Februar 2009 – 8. Februar 2009 | 7. NorAm-Cup in Whistler, 7. Februar 2009 – 8. Februar 2009 | 7. NorAm-Cup in Whistler, 7. Februar 2009 – 8. Februar 2009 |
| ----------------------------------------------------------- | ----------------------------------------------------------- | ----------------------------------------------------------- | ----------------------------------------------------------- | ----------------------------------------------------------- |
| Datum                                                       | Disziplin                                                   | Erster Platz                                                | Zweiter Platz                                               | Dritter Platz                                               |
| 7. Februar 2009 (Fr.)                                       | Sprint (10 km)                                              | Jaime Robb                                                  | Nathan Smith                                                | Mateusz Stachura                                            |
| 8. Februar 2009 (Sa.)                                       | Verfolgung (12,5 km)                                        | Jaime Robb                                                  | Patrick Côté                                                | Mateusz Stachura                                            |

| 8. NorAm-Cup in Lake Placid, 14. Februar 2009 – 15. Februar 2009 | 8. NorAm-Cup in Lake Placid, 14. Februar 2009 – 15. Februar 2009 | 8. NorAm-Cup in Lake Placid, 14. Februar 2009 – 15. Februar 2009 | 8. NorAm-Cup in Lake Placid, 14. Februar 2009 – 15. Februar 2009 | 8. NorAm-Cup in Lake Placid, 14. Februar 2009 – 15. Februar 2009 |
| ---------------------------------------------------------------- | ---------------------------------------------------------------- | ---------------------------------------------------------------- | ---------------------------------------------------------------- | ---------------------------------------------------------------- |
| Datum                                                            | Disziplin                                                        | Erster Platz                                                     | Zweiter Platz                                                    | Dritter Platz                                                    |
| 14. März 2009 (Mi.)                                              | Sprint (10 km)                                                   |                                                                  | Abgesagt                                                         |                                                                  |
| 15. März 2009 (Fr.)                                              | Verfolgung (12,5 km)                                             |                                                                  | Abgesagt                                                         |                                                                  |

| 9. NorAm-Cup in Presque Isle, 21. Februar 2009 – 22. Februar 2009 | 9. NorAm-Cup in Presque Isle, 21. Februar 2009 – 22. Februar 2009 | 9. NorAm-Cup in Presque Isle, 21. Februar 2009 – 22. Februar 2009 | 9. NorAm-Cup in Presque Isle, 21. Februar 2009 – 22. Februar 2009 | 9. NorAm-Cup in Presque Isle, 21. Februar 2009 – 22. Februar 2009 |
| ----------------------------------------------------------------- | ----------------------------------------------------------------- | ----------------------------------------------------------------- | ----------------------------------------------------------------- | ----------------------------------------------------------------- |
| Datum                                                             | Disziplin                                                         | Erster Platz                                                      | Zweiter Platz                                                     | Dritter Platz                                                     |
| 21. Februar 2009 (Fr.)                                            | Sprint (10 km)                                                    | Bill Bowler                                                       | Zach Hall                                                         | Jesse Downs                                                       |
| 22. Februar 2009 (Sa.)                                            | Verfolgung (12,5 km)                                              | Jesse Downs                                                       | Bill Bowler                                                       | Nathanael Rogers                                                  |

| 10. NorAm-Cup in Fort Kent, 19. März 2009 – 22. März 2009 | 10. NorAm-Cup in Fort Kent, 19. März 2009 – 22. März 2009 | 10. NorAm-Cup in Fort Kent, 19. März 2009 – 22. März 2009 | 10. NorAm-Cup in Fort Kent, 19. März 2009 – 22. März 2009 | 10. NorAm-Cup in Fort Kent, 19. März 2009 – 22. März 2009 |
| --------------------------------------------------------- | --------------------------------------------------------- | --------------------------------------------------------- | --------------------------------------------------------- | --------------------------------------------------------- |
| Datum                                                     | Disziplin                                                 | Erster Platz                                              | Zweiter Platz                                             | Dritter Platz                                             |
| 19. Februar 2009 (Fr.)                                    | Sprint (10 km)                                            | Nathan Smith                                              | Bill Bowler                                               | Jesse Downs                                               |
| 21. Februar 2009 (Sa.)                                    | Verfolgung (12,5 km)                                      | Nathan Smith                                              | Russell Currier                                           | Dan Campbell                                              |

| 10. NACH in Valcartier, 26. März 2009 – 29. März 2009 | 10. NACH in Valcartier, 26. März 2009 – 29. März 2009 | 10. NACH in Valcartier, 26. März 2009 – 29. März 2009 | 10. NACH in Valcartier, 26. März 2009 – 29. März 2009 | 10. NACH in Valcartier, 26. März 2009 – 29. März 2009 |
| ----------------------------------------------------- | ----------------------------------------------------- | ----------------------------------------------------- | ----------------------------------------------------- | ----------------------------------------------------- |
| Datum                                                 | Disziplin                                             | Erster Platz                                          | Zweiter Platz                                         | Dritter Platz                                         |
| 26. Februar 2009 (Fr.)                                | Einzel (20 km)                                        | Robin Clegg                                           | Tyson Smith                                           | Russell Currier                                       |
| 28. Februar 2009 (Sa.)                                | Sprint (10 km)                                        | Scott Perras                                          | Marc-André Bédard                                     | Jaime Robb                                            |

### Gesamtwertung
| Platz | Sportler          | Land               | Punkte |
| ----- | ----------------- | ------------------ | ------ |
| 1     | Jesse Downs       | Vereinigte Staaten | 669    |
| 2     | Bill Bowler       | Vereinigte Staaten | 524    |
| 3     | Casey Simons      | Vereinigte Staaten | 446    |
| 4     | Sam Morse         | Vereinigte Staaten | 432    |
| 5     | Nathan Smith      | Kanada             | 420    |
| 6     | Marty Smith       | Vereinigte Staaten | 366    |
| 7     | Jaime Robb        | Kanada             | 358    |
| 8     | Duncan Douglas    | Vereinigte Staaten | 338    |
| 9     | Mateusz Stachura  | Kanada             | 331    |
| 10    | Zach Hall         | Vereinigte Staaten | 314    |
| 11    | Ted Hulbert       | Vereinigte Staaten | 277    |
| 12    | Nigel Kinney      | Vereinigte Staaten | 266    |
| 13    | Nathanael Rogers  | Vereinigte Staaten | 265    |
| 14    | Kevin Patzoldt    | Vereinigte Staaten | 259    |
| 15    | Blake Hillerson   | Vereinigte Staaten | 250    |
|       | Patrick Côté      | Kanada             | 250    |
| 17    | Tyson Smith       | Kanada             | 246    |
| 18    | Dan Campbell      | Vereinigte Staaten | 228    |
| 19    | David Johns       | Kanada             | 220    |
| 20    | Brendan Green     | Kanada             | 217    |
| 21    | François Leboeuf  | Kanada             | 172    |
| 22    | Marc-André Bédard | Kanada             | 163    |
| 23    | Russell Currier   | Vereinigte Staaten | 151    |
| 24    | Mark Johnson      | Vereinigte Staaten | 133    |
| 25    | Philip Eriksson   | Kanada             | 131    |
| 26    | Eli Walker        | Vereinigte Staaten | 123    |
| 27    | Brian Olson       | Vereinigte Staaten | 122    |
| 28    | Aaron Scott       | Vereinigte Staaten | 106    |
| 29    | Maxime Leboeuf    | Kanada             | 102    |
| 30    | Walt Shepard      | Vereinigte Staaten | 83     |
| 31    | Scott Perras      | Kanada             | 80     |
| 32    | Michael Brothers  | Vereinigte Staaten | 78     |
| 33    | Nils Anderson     | Kanada             | 76     |
| 34    | Sean Kato         | Vereinigte Staaten | 71     |
| 35    | Dave Anana        | Vereinigte Staaten | 60     |
| 36    | Jason Hettenbaugh | Vereinigte Staaten | 54     |
|       | Philip Douglas    | Kanada             | 54     |
| 38    | Michael Hanes     | Kanada             | 52     |
| 39    | Jon Skinstad      | Kanada             | 50     |
|       | Robin Clegg       | Kanada             | 50     |
| 41    | Marty Maynard     | Vereinigte Staaten | 46     |
| 42    | Tyler Ludington   | Vereinigte Staaten | 44     |
| 43    | Johnny Forward    | Kanada             | 40     |
| 44    | Brian Letourneau  | Vereinigte Staaten | 38     |
|       | Keith Woodward    | Vereinigte Staaten | 38     |
| 46    | Kevin Booker      | Vereinigte Staaten | 29     |
| 47    | Andrew Parsons    | Vereinigte Staaten | 26     |
|       | David Shaw        | Vereinigte Staaten | 26     |
| 49    | Art Stengen       | Vereinigte Staaten | 24     |
| 50    | Frans Diepstraten | Kanada             | 16     |
| 51    | Darrell Rikert    | Vereinigte Staaten | 13     |
| 52    | Chris Yen         | Vereinigte Staaten | 12     |
| 53    | Marc Winans       | Vereinigte Staaten | 11     |
| 54    | King Milne        | Vereinigte Staaten | 10     |

## Ergebnisse Frauen-Wettbewerbe
| 1. NorAm-Cup in Canmore, 29. November 2008 – 30. November 2008 | 1. NorAm-Cup in Canmore, 29. November 2008 – 30. November 2008 | 1. NorAm-Cup in Canmore, 29. November 2008 – 30. November 2008 | 1. NorAm-Cup in Canmore, 29. November 2008 – 30. November 2008 | 1. NorAm-Cup in Canmore, 29. November 2008 – 30. November 2008 |
| -------------------------------------------------------------- | -------------------------------------------------------------- | -------------------------------------------------------------- | -------------------------------------------------------------- | -------------------------------------------------------------- |
| Datum                                                          | Disziplin                                                      | Erster Platz                                                   | Zweiter Platz                                                  | Dritter Platz                                                  |
| 29. November 2008 (Sa.)                                        | Sprint (7,5 km)                                                | Jessica Sedlock                                                | Jennifer Wygant                                                | Lindsey Bolivar                                                |
| 30. November 2008 (So.)                                        | Einzel (15 km)                                                 | Megan Tandy                                                    | Jessica Sedlock                                                | Cynthia Clark                                                  |

| 2. NorAm-Cup in Itasca, 14. Dezember 2008 | 2. NorAm-Cup in Itasca, 14. Dezember 2008 | 2. NorAm-Cup in Itasca, 14. Dezember 2008 | 2. NorAm-Cup in Itasca, 14. Dezember 2008 | 2. NorAm-Cup in Itasca, 14. Dezember 2008 |
| ----------------------------------------- | ----------------------------------------- | ----------------------------------------- | ----------------------------------------- | ----------------------------------------- |
| Datum                                     | Disziplin                                 | Erster Platz                              | Zweiter Platz                             | Dritter Platz                             |
| 14. Dezember 2008 (Sa.)                   | Sprint (7,5 km)                           | Carolyn Bramante                          | Susan Dunklee                             | Sara Studebaker                           |

| 3. NorAm-Cup in Itasca, 18. Dezember 2008 – 20. Dezember 2008 | 3. NorAm-Cup in Itasca, 18. Dezember 2008 – 20. Dezember 2008 | 3. NorAm-Cup in Itasca, 18. Dezember 2008 – 20. Dezember 2008 | 3. NorAm-Cup in Itasca, 18. Dezember 2008 – 20. Dezember 2008 | 3. NorAm-Cup in Itasca, 18. Dezember 2008 – 20. Dezember 2008 |
| ------------------------------------------------------------- | ------------------------------------------------------------- | ------------------------------------------------------------- | ------------------------------------------------------------- | ------------------------------------------------------------- |
| Datum                                                         | Disziplin                                                     | Erster Platz                                                  | Zweiter Platz                                                 | Dritter Platz                                                 |
| 18. Dezember 2008 (Fr.)                                       | Sprint (7,5 km)                                               | Carolyn Bramante                                              | Sara Studebaker                                               | Denise Teela                                                  |
| 20. Dezember 2008 (Sa.)                                       | Verfolgung (10 km)                                            | Sara Studebaker                                               | Carolyn Bramante                                              | Denise Teela                                                  |

| 4. NorAm-Cup in La Patrie, 3. Januar 2009 – 4. Januar 2009 | 4. NorAm-Cup in La Patrie, 3. Januar 2009 – 4. Januar 2009 | 4. NorAm-Cup in La Patrie, 3. Januar 2009 – 4. Januar 2009 | 4. NorAm-Cup in La Patrie, 3. Januar 2009 – 4. Januar 2009 | 4. NorAm-Cup in La Patrie, 3. Januar 2009 – 4. Januar 2009 |
| ---------------------------------------------------------- | ---------------------------------------------------------- | ---------------------------------------------------------- | ---------------------------------------------------------- | ---------------------------------------------------------- |
| Datum                                                      | Disziplin                                                  | Erster Platz                                               | Zweiter Platz                                              | Dritter Platz                                              |
| 3. Januar 2009 (Sa.)                                       | Sprint (7,5 km)                                            | BethAnn Chamberlain                                        | Katrina Howe                                               | Jennifer Wygant                                            |
| 4. Januar 2009 (So.)                                       | Verfolgung (10 km)                                         | Jennifer Wygant                                            | BethAnn Chamberlain                                        | Katrina Howe                                               |

| 5. NorAm-Cup in Jericho, 10. Januar 2009 – 11. Januar 2009 | 5. NorAm-Cup in Jericho, 10. Januar 2009 – 11. Januar 2009 | 5. NorAm-Cup in Jericho, 10. Januar 2009 – 11. Januar 2009 | 5. NorAm-Cup in Jericho, 10. Januar 2009 – 11. Januar 2009 | 5. NorAm-Cup in Jericho, 10. Januar 2009 – 11. Januar 2009 |
| ---------------------------------------------------------- | ---------------------------------------------------------- | ---------------------------------------------------------- | ---------------------------------------------------------- | ---------------------------------------------------------- |
| Datum                                                      | Disziplin                                                  | Erster Platz                                               | Zweiter Platz                                              | Dritter Platz                                              |
| 10. Januar 2009 (Fr.)                                      | Sprint (7,5 km)                                            | Katrina Howe                                               | Jennifer Wygant                                            | –                                                          |
| 11. Januar 2009 (Sa.)                                      | Massenstart (12,5 km)                                      | Katrina Howe                                               | Jennifer Wygant                                            | –                                                          |

| 6. NorAm-Cup in Canmore, 17. Januar 2009 – 18. Januar 2009 | 6. NorAm-Cup in Canmore, 17. Januar 2009 – 18. Januar 2009 | 6. NorAm-Cup in Canmore, 17. Januar 2009 – 18. Januar 2009 | 6. NorAm-Cup in Canmore, 17. Januar 2009 – 18. Januar 2009 | 6. NorAm-Cup in Canmore, 17. Januar 2009 – 18. Januar 2009 |
| ---------------------------------------------------------- | ---------------------------------------------------------- | ---------------------------------------------------------- | ---------------------------------------------------------- | ---------------------------------------------------------- |
| Datum                                                      | Disziplin                                                  | Erster Platz                                               | Zweiter Platz                                              | Dritter Platz                                              |
| 17. Januar 2009 (Do.)                                      | Sprint (7,5 km)                                            | Megan Tandy                                                | BethAnn Chamberlain                                        | Cynthia Clark                                              |
| 18. Januar 2009 (Fr.)                                      | Verfolgung (10 km)                                         | Megan Tandy                                                | BethAnn Chamberlain                                        | Cynthia Clark                                              |

| 7. NorAm-Cup in Whistler, 7. Februar 2009 – 8. Februar 2009 | 7. NorAm-Cup in Whistler, 7. Februar 2009 – 8. Februar 2009 | 7. NorAm-Cup in Whistler, 7. Februar 2009 – 8. Februar 2009 | 7. NorAm-Cup in Whistler, 7. Februar 2009 – 8. Februar 2009 | 7. NorAm-Cup in Whistler, 7. Februar 2009 – 8. Februar 2009 |
| ----------------------------------------------------------- | ----------------------------------------------------------- | ----------------------------------------------------------- | ----------------------------------------------------------- | ----------------------------------------------------------- |
| Datum                                                       | Disziplin                                                   | Erster Platz                                                | Zweiter Platz                                               | Dritter Platz                                               |
| 7. Februar 2009 (Fr.)                                       | Sprint (7,5 km)                                             | –                                                           | –                                                           | –                                                           |
| 8. Februar 2009 (Sa.)                                       | Verfolgung (10 km)                                          | Arminda Phillips                                            | –                                                           | –                                                           |

| 8. NorAm-Cup in Lake Placid, 14. Februar 2009 – 15. Februar 2009 | 8. NorAm-Cup in Lake Placid, 14. Februar 2009 – 15. Februar 2009 | 8. NorAm-Cup in Lake Placid, 14. Februar 2009 – 15. Februar 2009 | 8. NorAm-Cup in Lake Placid, 14. Februar 2009 – 15. Februar 2009 | 8. NorAm-Cup in Lake Placid, 14. Februar 2009 – 15. Februar 2009 |
| ---------------------------------------------------------------- | ---------------------------------------------------------------- | ---------------------------------------------------------------- | ---------------------------------------------------------------- | ---------------------------------------------------------------- |
| Datum                                                            | Disziplin                                                        | Erster Platz                                                     | Zweiter Platz                                                    | Dritter Platz                                                    |
| 14. März 2009 (Mi.)                                              | Sprint (7,5 km)                                                  |                                                                  | Abgesagt                                                         |                                                                  |
| 15. März 2009 (Fr.)                                              | Verfolgung (10 km)                                               |                                                                  | Abgesagt                                                         |                                                                  |

| 9. NorAm-Cup in Presque Isle, 21. Februar 2009 – 22. Februar 2009 | 9. NorAm-Cup in Presque Isle, 21. Februar 2009 – 22. Februar 2009 | 9. NorAm-Cup in Presque Isle, 21. Februar 2009 – 22. Februar 2009 | 9. NorAm-Cup in Presque Isle, 21. Februar 2009 – 22. Februar 2009 | 9. NorAm-Cup in Presque Isle, 21. Februar 2009 – 22. Februar 2009 |
| ----------------------------------------------------------------- | ----------------------------------------------------------------- | ----------------------------------------------------------------- | ----------------------------------------------------------------- | ----------------------------------------------------------------- |
| Datum                                                             | Disziplin                                                         | Erster Platz                                                      | Zweiter Platz                                                     | Dritter Platz                                                     |
| 21. Februar 2009 (Fr.)                                            | Sprint (10 km)                                                    | Sara Studebaker                                                   | Susan Dunklee                                                     | BethAnn Chamberlain                                               |
| 22. Februar 2009 (Sa.)                                            | Verfolgung (12,5 km)                                              | BethAnn Chamberlain                                               | Sara Studebaker                                                   | Susan Dunklee                                                     |

| 10. NorAm-Cup in Fort Kent, 19. März 2009 – 22. März 2009 | 10. NorAm-Cup in Fort Kent, 19. März 2009 – 22. März 2009 | 10. NorAm-Cup in Fort Kent, 19. März 2009 – 22. März 2009 | 10. NorAm-Cup in Fort Kent, 19. März 2009 – 22. März 2009 | 10. NorAm-Cup in Fort Kent, 19. März 2009 – 22. März 2009 |
| --------------------------------------------------------- | --------------------------------------------------------- | --------------------------------------------------------- | --------------------------------------------------------- | --------------------------------------------------------- |
| Datum                                                     | Disziplin                                                 | Erster Platz                                              | Zweiter Platz                                             | Dritter Platz                                             |
| 19. Februar 2009 (Fr.)                                    | Sprint (7,5 km)                                           | Susan Dunklee                                             | Lanny Barnes                                              | Tracy Barnes                                              |
| 21. Februar 2009 (Sa.)                                    | Verfolgung (10 km)                                        | Tracy Barnes                                              | Lanny Barnes                                              | Annelies Cook                                             |

| 10. NACH in Valcartier, 26. März 2009 – 29. März 2009 | 10. NACH in Valcartier, 26. März 2009 – 29. März 2009 | 10. NACH in Valcartier, 26. März 2009 – 29. März 2009 | 10. NACH in Valcartier, 26. März 2009 – 29. März 2009 | 10. NACH in Valcartier, 26. März 2009 – 29. März 2009 |
| ----------------------------------------------------- | ----------------------------------------------------- | ----------------------------------------------------- | ----------------------------------------------------- | ----------------------------------------------------- |
| Datum                                                 | Disziplin                                             | Erster Platz                                          | Zweiter Platz                                         | Dritter Platz                                         |
| 26. Februar 2009 (Fr.)                                | Einzel (20 km)                                        | Tracy Barnes                                          | Megan Imrie                                           | Carolyn Bramante                                      |
| 28. Februar 2009 (Sa.)                                | Sprint (10 km)                                        | Megan Imrie                                           | Lanny Barnes                                          | Laura Spector                                         |

### Gesamtwertung
| Platz | Sportler               | Land               | Punkte |
| ----- | ---------------------- | ------------------ | ------ |
| 1     | BethAnn Chamberlain    | Vereinigte Staaten | 613    |
| 2     | Jennifer Wygant        | Vereinigte Staaten | 479    |
| 3     | Sara Studebaker        | Vereinigte Staaten | 466    |
| 4     | Susan Dunklee          | Vereinigte Staaten | 449    |
| 5     | Katrina Howe           | Vereinigte Staaten | 267    |
| 6     | Alicia Hurley          | Kanada             | 248    |
| 7     | Carolyn Bramante       | Vereinigte Staaten | 215    |
| 8     | Lindsey Bolivar        | Kanada             | 196    |
| 9     | Tracy Barnes-Coliander | Vereinigte Staaten | 180    |
| 10    | Cynthia Clark          | Kanada             | 169    |
| 11    | Denise Teela           | Vereinigte Staaten | 168    |
| 12    | Annelies Cook          | Vereinigte Staaten | 157    |
| 13    | Megan Tandy            | Kanada             | 150    |
| 14    | Becky Puiras           | Kanada             | 148    |
|       | Laura Spector          | Vereinigte Staaten | 148    |
| 16    | Lanny Barnes           | Vereinigte Staaten | 138    |
| 17    | Jytte Apel             | Kanada             | 126    |
| 18    | Claude Godbout         | Kanada             | 115    |
| 19    | Melanie Schultz        | Kanada             | 102    |
| 20    | Jessica Sedlock        | Kanada             | 96     |
|       | Megan Imrie            | Kanada             | 96     |
| 22    | Chantal Prosser        | Kanada             | 60     |
|       | Jacqueline Hutchison   | Kanada             | 60     |
| 24    | Arminda Phillips       | Kanada             | 50     |
| 25    | Annik Levesque         | Kanada             | 28     |
| 26    | Jodi Etcheverry        | Kanada             | 26     |